# John McDouall Stuart

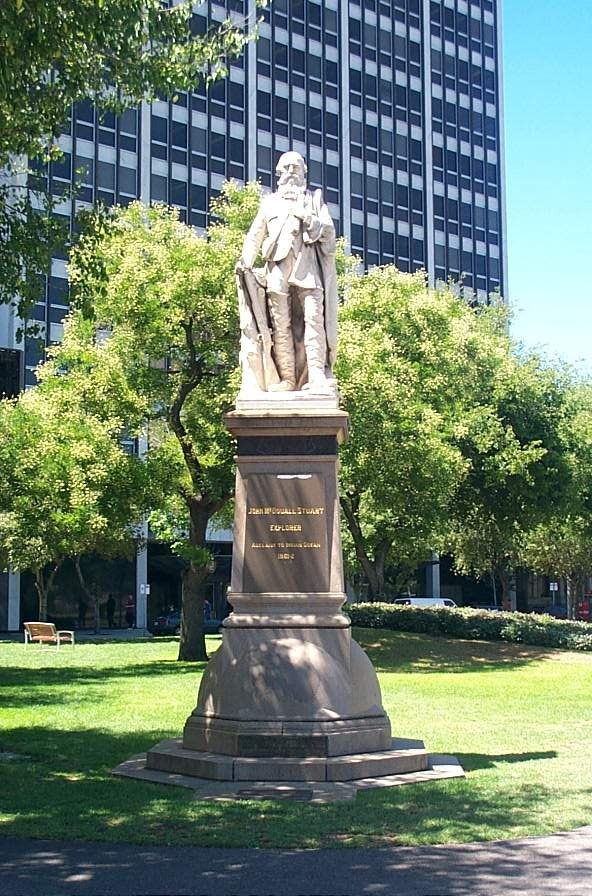
Pomnik Johna McDoualla Stuarta w Adelaide, odsłonięty 4 lipca 1904.

John McDouall Stuart (ur. 7 września 1815 w Dysart, zm. 5 czerwca 1866 w Londynie) – szkocki podróżnik, który jako pierwszy przemierzył Australię od południowego wybrzeża do północnego i z powrotem.

## Życiorys
John McDouall Stuart urodził się w 1815 roku w Dysart niedaleko Kirkcaldy na terenie Szkocji. Był piątym synem żołnierza Williama Stuarta i jego żony Mary. Ukończył Scottish Naval and Military Academy. W 1839 roku przybył do Australii Południowej. W Australii zajmował się geodezją. W latach 1844–1846 brał udział w wyprawie Charlesa Sturta. W 1858 roku wyruszył ze swoją pierwszą dużą wyprawą z Australii Południowej na północ; wyruszył na nią w celu znalezienia nowych pastwisk. W kwietniu 1859 roku wyruszył ze swoją drugą wyprawą, 4 listopada tego samego roku wyruszył z kolejną wyprawą. W czasie tej wyprawy załodze udało się znaleźć ślady złóż złota, jednak po trzech tygodniach bezowocnych poszukiwań załoga zbuntowała się przeciwko Stuartowi i cała wyprawa powróciła do Chambers Creek. Czwarta wyprawa wyruszyła w marcu 1860 roku, a na powrót zdecydowała się w czerwcu tego samego roku. Następna wyprawa pod wodzą Stuarta wyruszyła w styczniu 1861 roku, była ona dofinansowana przez rząd Australii Południowej. Celem wyprawy było dotarcie do północnego wybrzeża Australii, ekspedycja zawróciła jednak przed osiągnięciem celu z powodu niewystarczającego prowiantu i słabego stanu koni. Na ostatnią, szóstą wyprawę, Stuart wyruszył pod koniec października 1861 roku z Adelajdy leżącej na południowym wybrzeżu Australii nad Zatoką Świętego Wincentego. 24 lipca 1862 roku wyprawa dotarła do północnego wybrzeża Australii (zatoki Van Diemena). 17 grudnia wyprawa powrócił do Adelajdy, czym samym stała się pierwszą wyprawą, która przemierzyła Australię od południowego do północnego wybrzeża i z powrotem. W 1864 roku udał się do Wielkiej Brytanii, gdzie pozostał do śmierci. Zmarł 5 czerwca 1866 roku w Londynie. Został pochowany na cmentarzu Kensal Green w Londynie. Wzdłuż trasy jego wyprawy zbudowano sieć telegraficzną łączącą Port Augusta z Darwin.

## Upamiętnienie
- Na cześć Stuarta nazwano najdłuższą autostradę Australii Stuart Highway[6].
- Na cześć Stuarta nazwano szczyt górski Central Mount Stuart[7].
- Na cześć Stuarta nazwano jaszczurkę Ctenotus stuarti[8].